# Osterrieth Range
Die Osterrieth Range (französisch Monts Osterrieth) ist ein Gebirgszug auf der Anvers-Insel im Palmer-Archipel. Sie erstreckt sich in nordost-südwestlicher Ausdehnung an der Südostküste der Insel.
Entdeckt wurde sie bei der Belgica-Expedition (1897–1899) unter der Leitung des belgischen Polarforschers Adrien de Gerlache de Gomery. Dieser benannte das gebirge nach Jacques „Ernest“ Osterrieth (1869–1947), einem Sponsor der Expedition. Das UK Antarctic Place-Names Committee übertrug die Benennung 1959 ins Englische.